# Trichonta spinigera
Trichonta spinigera är en tvåvingeart som beskrevs av Freeman 1951. Trichonta spinigera ingår i släktet Trichonta och familjen svampmyggor. Inga underarter finns listade i Catalogue of Life.